# Hilary Mooney
Hilary Mooney (* 1962 in Dublin) ist eine irische, in Deutschland tätige römisch-katholische Theologin.

## Leben
Hilary Mooney studierte Katholische Theologie, Philosophie, Latein und Griechisch am University College Dublin und am Milltown Institute of Theology and Philosophy in Dublin. 1991 wurde sie in Theologie an der Philosophisch-Theologischen Hochschule Sankt Georgen in Frankfurt am Main promoviert. Nach ihrem Studium lehrte sie an verschiedenen Universitäten und war von 1994 bis 1996 und 2001 bis 2005 wissenschaftliche Angestellte am Arbeitsbereich Alte Kirchengeschichte und Patrologie der Universität Freiburg. 1998 bis 2000 hatte sie ein Habilitationsstipendium der Deutschen Forschungsgemeinschaft. 2003 habilitierte sie sich an der Universität Freiburg für die Fächer Dogmatik, Dogmengeschichte und Theologiegeschichte.
Zwischen 2004 und 2008 hielt sie Vorlesungen in Dogmatik an der Universität Mannheim. Von 2005 bis 2007 war Mooney Studienrätin für Katholische Theologie an der Pädagogischen Hochschule Schwäbisch Gmünd. 2006 wurde ihr der Titel außerplanmäßige Professorin an der Universität Freiburg verliehen.
2007 übernahm sie eine Professurvertretung an der Pädagogischen Hochschule Weingarten. 2009 erfolgte die Ernennung zur Professorin für Katholische Theologie und Religionspädagogik an der PH Weingarten.

## Veröffentlichungen (Auswahl)
als Autorin
- The liberation of consciousness. Bernard Lonergan's theological foundations in dialogue with the theological aesthetics of Hans Urs von Balthasar (= Frankfurter theologische Studien Bd. 41). Knecht, Frankfurt/M. 1992, ISBN 3-7820-0645-3 (zugl. Dissertation, Philosophisch-Theologischen Hochschule Sankt Georgen)
- Theophany. The appearing of God according to the writings of Johannes Scottus Eriugena (= Beiträge zur historischen Theologie Bd. 146). Mohr Siebeck, Tübingen 2009, ISBN 978-3-16-149089-7 (zugl. Habilitationsschrift, Universität Freiburg/Br. 2003).

als Herausgeberin
- mit Karlheinz Ruhstorfer, Viola Tenge-Wolf: Theologie aus dem Geist des Humanismus. Festschrift für Peter Walter. Herder, Freiburg/Br. 2010, ISBN 978-3-451-30777-5.